# 三遊亭小遊三

三遊亭小遊三定紋「高崎扇」

三遊亭 小遊三（さんゆうてい こゆうざ、1947年〈昭和22年〉3月2日 - ）は、日本の落語家。落語芸術協会所属、同協会参事。マネジメントは大有企画に所属。出囃子は「ボタンとリボン」または「春はうれしや」。定紋は「高崎扇」。日本テレビ『笑点』の大喜利メンバー。

## 経歴
1947年3月2日、神奈川県横浜市生まれ。山梨県大月市で育つ。

### 高校時代
山梨県立都留高等学校在学中、卓球部でキャプテンを務めていたことから、1964年の東京オリンピックでは聖火ランナーに抜擢される。これは、本来なら他の部のキャプテンがランナーを務める予定だっだが、そのランナーが不祥事を起こしたため、急遽代わりに選ばれたものである。地元の山梨県大月市で1.2km区間を走った。また、1998年の長野オリンピックでも聖火ランナーを務め、この時は東京都内を走っている。さらに、2021年に開催された東京オリンピックでも三たび聖火ランナーを務めており、山梨県の聖火ラン2日目の第一走者として、笛吹市の約200mを走った。
卓球選手としては、高校・大学と卓球部に所属し、1966年に山梨県卓球選手権で優勝。国体出場には惜しくも届かず、「（卓球は）ここまでだな」と限界を感じたことから、1968年に落語界へ転身した。落語家になった後もらくご卓球クラブのヘッドコーチを務め、世界ベテラン卓球選手権大会に数回出場している。

### 落語家として
明治大学経営学部在学中は学園紛争の時代で卓球の練習も授業もなく、気軽に足を運んだ新宿末廣亭で小学生のころにラジオで聴いてやっていた落語と再会。在学中に六代目三遊亭圓生の弟子入りを志願し、圓生の自宅に通い落語を習っていたが、ある日圓生から「前座はぬう生と旭生がいるから3人も面倒見られない」と、明大の先輩でもある圓丈を通じて断られる。不憫に思った圓丈は彼宛に「落語協会はうちの師匠が会長だから、落語芸術協会（当時は日本芸術協会）に行って、古典落語をやりたかったら古典落語の得意な若手真打に弟子入りするのがいいんじゃないか?」とハガキを郵送する。このアドバイスを受けて、三代目三遊亭遊三に弟子入りする（前座名：三遊亭遊吉）。なお本人は、学生時代に原宿を歩いていた際に遊三にスカウトされたと色男めいて笑いを取ることが多々ある。
前座時代には、同い年である林家九蔵（現：三遊亭好楽）の実家に居候していた時期がある。小遊三はこのことについて「（8人兄弟の好楽は）兄弟が多いから、ひとりぐらい増えても問題なかった」と回想している。
1973年9月に二ツ目昇進し「小遊三」に改名。1980年、文化庁芸術祭優秀賞を受賞。鈴本演芸場は落語芸術協会に小遊三の真打昇進を何度か打診したものの、同協会が認めなかったため、1982年3月中席夜の部で二ツ目の小遊三を主任（トリ）に起用した。その2年後、鈴本演芸場は落語芸術協会と絶縁することになる。
翌1983年3月、真打昇進。落語芸術協会としては初の抜擢真打として、年功による昇進組よりも1か月早く単独で昇進となった。同年10月16日には、三遊亭好楽の後任として『笑点』の大喜利レギュラーに就任した。
1999年9月、落語芸術協会副会長付に就任。2001年、文化庁芸術祭優秀賞受賞。2005年2月、落語芸術協会副会長七代目春風亭柳橋死去に伴い、副会長に就任。12月には山梨県より「富士の国やまなし観光大使」を委嘱された。
2016年4月、心房細動不整脈によりカテーテルの手術を受ける。2018年6月、落語芸術協会会長桂歌丸の死去に伴い、副会長在職のまま「会長代行」に就任。
2019年6月、落語芸術協会理事（会長代行兼副会長）を退任し、新設された参事に就任。

## 人物・芸風
犯罪心理学者の出口保行は甥。小遊三は出口の母の弟である。叔父とは言え、出口と年齢が11歳しか離れていない。
1980年代中盤以降は『笑点』回答者としてのイメージが強いが、漫才ブームのころに売り出した数少ない落語家の一人であり、『笑点』出演以前も『らくごin六本木』や『オレたちひょうきん族』などのバラエティ番組で存在感を示していた。『笑点』はその実績が買われて起用されたものである。若いころは物真似芸をよく披露しており、『笑点』の演芸コーナーでは、野球選手のフォームの真似をする「野球形態模写」を桂米助（ヨネスケ）と共に披露したこともあった。高田文夫は、一緒に韓国プロ野球を観戦に行った際、小遊三が即興でやった韓国人選手の形態模写が現地で大ウケだったのを見て「小遊三の芸は本物だ」と思ったという。
長屋ものなどの古典落語専門で、主に軽い噺を得意とする。落語家としての持ちネタは多く、同じ演目を連続で何度も繰り返すことは少ない。落語には独自のアレンジを加えることもあり、時代背景を考慮する必要のない（変えたとしても差し支えない）古典落語には時事ネタやカタカナを比較的多く挿入し、時代背景を考慮する落語については時代空間を壊さない程度にオチや使う歌などを変更している。人情噺を語ることはない。
桂米助が落語家を辞めようとした時、五代目柳亭痴楽と共に落語家を辞めるのを思い止まる様に説得して引き止めた。それを米助のYouTubeに出て小遊三の話をしていた流れで話したのを聞いた三遊亭好楽は涙した。

### 大喜利メンバーとして
三遊亭好楽の後任として1983年10月16日放送分より加入。当時は古今亭朝次（現：七代目桂才賀）が自身と同じ色男キャラで売っていたことから、小遊三と才賀が隣同士となった1986年1月5日放送分から才賀が降板した1988年3月27日放送分まで才賀と罵倒合戦を演じていた。1988年4月3日放送分より才賀の後任としてメンバーに復帰した好楽とも2022年1月16日放送分まで長らく席が隣同士となり、掛け合いを繰り広げていた。
加入の話を持ちかけられた際にはドッキリではないかと疑い、本人の心境は「ウィーン少年合唱団の中に音痴がひとり、ポンと放り込まれたようなもん」だった。それでも大喜利メンバーは同じ噺家だからという甘えがあったと本人は後年振り返っているが、プロデューサーだけは怖く、収録後にダメ出しを喰らったり、酒を飲みに行けば番組作りに対する思いを一晩中聞かされたりした。そんな中助け舟を出してくれたのは番組の先輩であり卓球仲間でもあった林家こん平だった。新米のころは席が当時の司会者の五代目三遊亭圓楽のすぐ近くの1枠だったことから緊迫感を覚えていたが、歳を重ねるごとに性格が丸くなる圓楽を見て「世の中にはこれほどおもしろい人がいるのか」と印象を改めた。
2008年からは林家たい平と互いの地元をネタにした罵倒合戦（大月秩父代理戦争）を繰り広げている。2010年6月6日に大月市で、さらに同年10月24日には「第2弾」として秩父市で、大月市長・石井由己雄と秩父市長・久喜邦康（いずれも当時）も交えたトークバトルが行われた。ほか、これ以降もたい平・小遊三による二人会を頻繁に実施している。昇太が司会に就任して以降は更に大月市をフランスのパリと主張する答えが多くなり、冒頭の挨拶で自身を「フランス系日本人」と称する。「大月の朝食はカプチーノとクロワッサン」「大月はフランス領」、大月の街をパリの名所（「セーヌ川」「シャンゼリゼ通り」など）に例えるなどの回答を行っている。たい平から「大月の天野よぉ」と言われて「秩父ごときに言われる筋合いはねぇんだよ」と本気の喧嘩になって歌丸が止めたエピソードもある。
メンバーの中で最も下ネタを発することが多く、落語芸術協会副会長就任後は「便所でお尻を拭く会長」なるギャグも使っていた。他には、自分を反町隆史、木村拓哉、ペ・ヨンジュン、福山雅治(「とても他人とは思えねぇんだよな」と答えると、歌丸から「福山さんは「あんなんもんは他人だ」って(言う。)」と返されていた。)（『集団左遷!!』で共演）、菅田将暉、横浜流星、アラン・ドロンやジョニー・デップなど様々な二枚目の有名人に例えるナルシストネタ、深川通り魔殺人事件の犯人に顔が似ていることから始めた泥棒・刑務所・手錠・食い逃げ・駅前の自転車窃盗・スリなどの犯罪者ネタ、夜逃げネタ、自動販売機の釣銭拾いネタ、銀杏拾いネタ、雑誌の袋とじネタ、ケツネタ（「座薬と火薬〈時に加薬〉と間違えた」、「裁判で半ケツを出す(半分ケツを出す半ケツと判決を掛ける。)」が定番。歌丸司会時代は答えた後、「少しケツから離れろよ」とか「少し時間帯を考えなさい」と言われていた。）なども定番となっている（本人曰く「すき間産業」）。
5代目圓楽や桂歌丸など歴代の大喜利司会者が司会を勇退する際、それぞれの司会者の振った最後の回答として「抱いてください」という誘い文句を回答した。なお、後者の歌丸が最後の大喜利司会を務めた2016年5月22日の生放送ではこの発言に歌丸がおののき、小遊三のみならずメンバー全員の座布団が問答無用で全て没収される事態に至った。
2020年3月15日放送分の「大喜利」では司会者の昇太に支えられながら登場し、2月11日に「ゲタ骨折」（右中足骨骨折）をしていたことを告白した。当時座布団は6枚あったが、面白いネタを披露しても「いらない」と言って拒否するほどで、座布団の増減はなかった。その後の放送では後方に座布団を積み上げるという特殊形式で対応し、同年4月の放送からは元の形式に戻っている。
2022年に桂宮治が大喜利メンバーに加入したことに伴い、1992年に自身と好楽の席を交換した以来の既存メンバーの席替えも30年振りに行われたが、小遊三は既存メンバーの中で唯一1枠のままで席の移動が無かった。
大喜利（第2668回・2019年6月22日放送）出題の「辛い料理を食べながら一言」という問題の回答で、「この辛～いペペロンチーノ」と言う所を「この辛～いペペチン…ペペチンじゃねーや」と言い間違えた。これを司会の春風亭昇太からは「普段からそんな事ずーっと考えてるから！間違っちゃうの！」「何だ『ペペチン』って !? そんなんねーよ」と突っ込まれ、小遊三は「ごめんごめん。『ペペロンチーノ』ね」と返すが、三遊亭好楽からも「何考えてんだ」と突っ込まれる。そこから仕切り直して「これ、お袋の味だよ」「俺、本当はイタリア人なんだ」と回答を出したがすっかりグダグダになり、昇太は「もう…ダメ。どんな答えももう『ペペチン』には敵わない。『ペペチン』はダメだ」と言った。これについては、一部から「放送事故レベル」や「神回」と言われている。また、五代目三遊亭圓楽時代の「オリジナル弁当を考える」問題の回答でも「山梨名物甲州弁当」と言う所を「山梨名物甲州便所…あっ」と言い間違え、仕切り直して「海はないけどおかずは貝（甲斐）」と回答を出したが、圓楽からは「間違えなきゃよかったんだけどね」と突っ込まれていた。
歌丸司会時代に一度、四代目三遊亭小圓遊と名前を間違われた事があり、歌丸は間違えた理由を「楽屋で小圓遊の想い出話してたもんですからうっかり言っちゃって」と語っている。なお、小遊三本人は「（小圓遊は）何十年も前に死にましたよ！」と突っ込んだ。
2025年1月26日放送の第2945回の大喜利の挨拶で名乗らず、山田隆夫の挨拶後昇太から「小遊三さん、名乗らなかったけどいいですか？」と指摘されて名乗った。
KARAが流行っていた時期にはKARAの特徴であるヒップダンスとケツネタを絡ました答えを度々しており、チアガールに扮する問題で「フレフレKARA」と答え、歌丸が「頑張れー」と言うと、「もっとお尻をフレフレー」と答えていたりした。
仕草をやる問題で「単なる癖」と答える事がある。
2024年に林家木久扇が卒業した事に伴い現在のメンバーの中では最古参となっている 。

## 芸歴
- 1968年4月 - 三代目三遊亭遊三に入門。
- 1969年4月 - 前座名「遊吉」で初高座。
- 1973年9月 - 二ツ目昇進、「小遊三」に改名。
- 1983年
  - 3月 - 真打昇進。
  - 10月 - 『笑点』の大喜利レギュラーに就任。

## 受賞歴
- 1980年 - 「文化庁芸術祭」∶優秀賞
- 2001年 - 「文化庁芸術祭」∶優秀賞

## 役職

### 落語芸術協会
- 1999年9月 - 副会長付
- 2005年2月 - 副会長
- 2018年6月 - 会長代行(副会長在職)
- 2019年6月 - 参事

## 主な出演作

### テレビ番組
- らくごin六本木（1981年4月6日 - 1985年9月30日、フジテレビ）
- オレたちひょうきん族（フジテレビ）
- 笑点（1983年10月16日 - 、日本テレビ） - 大喜利回答者
  - 2005年11月6日・2014年5月25日・2015年8月2日は大喜利の代理司会を担当。
- 人気怪獣大パレード（1984年） - バルタン星人 役（声の出演）
- 派手〜ずナイト（1984年11月 - 、北海道テレビ）
- マル金ギャハハ倶楽部（1987年4月 - 1989年12月、仙台放送） - 高田文夫と共同司会
- 趣味悠々 「落語をもっと楽しもう」（本放送：2006年12月6日 - 2007年1月31日、NHK教育） - 案内役
- 炎の体育会TV（2012年5月7日、TBS）- 全日本ジュニア王者の谷岡あゆかと卓球で対戦[26]。

### ラジオ番組
- 小遊三いきいき大放送（1987年10月 - 1988年12月、TBSラジオ）
- ミュージックプレゼント（2006年 - 、TBSラジオ）

※コーナー司会の毒蝮三太夫が腸閉塞で入院したため、代役として中継を担当（その後毒蝮は復帰し、出演も終了）。それ以降は、毒蝮の休暇時に中継を担当している。

### 映画
- 226（1989年、松竹富士） - 三浦作次上等兵 役
- お葬式 予告編（1984年、ATG）- ナレーター

### テレビドラマ
- 義母と娘のブルース 第2話（2018年7月17日、TBSテレビ） - マンションの管理人 役
- 江戸前の旬（2018年10月14日 - 12月30日、BSテレ東） - 湊家勝翁 役（ナレーション）
- 集団左遷!! 第2話・第5話（2019年4月28日・5月19日、TBSテレビ） - 小池庄一 役
- 大河ドラマ 光る君へ 第2話・第3話[注釈 12]（2024年1月14日・21日[注釈 12]、NHK） - 絵師 役[27]

### アニメ
- キリンものしりシリーズ 「キリンあしたのカレンダー」（1980年1月1日 - 1984年12月30日、毎日放送） - 猫 役
- らくごアニメ・滝田ゆう落語劇場（1991年） ※劇中で落語を披露。
- 落語天女おゆい（2006年）  - 本人 役[28]※劇中で落語を披露。

### 連載
- 全日本ダジャレ芸術協会（1991年 - 1995年、週刊アサヒ芸能、通称「ダジャ協」） - 宗匠 ※ダジャレを読者から募集し、宗匠である小遊三が選考・採点。4年間で延べ60万作品が投稿されたとされる。

上記連載をまとめた書籍
- 三遊亭小遊三の全日本ダジャレ芸術協会（1993年1月、徳間書店）
- ダジャレ四季報366日（1996年5月、徳間文庫）

### CM
- ACジャパン（2021年度・2022年度九州地域キャンペーン「被災の声を、日々の備えに。」でナレーションを担当）

## CD・DVD

### CD
- 談志が選んだ艶噺し（コロムビア、2000年発売）

（14）「姫かたり」（立川ぜん馬）/「茄子娘」（三遊亭小遊三）
（16）「持参金」（三遊亭小遊三）/「風呂敷」（立川談幸）
- 朝日名人会ライヴシリーズ（ソニーレコード、2002年発売）

（15）三遊亭小遊三 1「大工調べ」「粗忽の釘」
- NHK新落語名人選 三遊亭小遊三（ユニバーサルミュージック、2005年2月7日発売）

「たいこ腹」「千早振る」「提灯屋」

### DVD
- 激笑! 炎の落語（コロムビア、2005年発売）

（2）三遊亭楽太郎「お血脈」/三遊亭小遊三「幇間腹」
- NHK DVD 落語名作選集

「出来心」「蜘蛛駕籠」（ポリドール映像販売、2006年発売）
- テイチクエンタテインメント 三遊亭小遊三 DVDシリーズ
  - 「船徳」「宿屋の仇討ち」（テイチクエンタテインメント、2007年発売）
  - 「野ざらし」「蛙茶番」（テイチクエンタテインメント、2008年発売）
  - 「蒟蒻問答」「厩（うまや）火事」（テイチクエンタテインメント、2009年発売）
  - 「付き馬」「百川」（テイチクエンタテインメント、2011年2月16日発売）
  - 「提灯屋」「文違い」（テイチクエンタテインメント、2012年3月21日発売）
  - 「金は廻る」「花色木綿」「代り目」（テイチクエンタテインメント、2014年3月19日発売）

## 一門弟子

### 真打
- 二代目三遊亭圓丸
- 三遊亭遊之介
- 六代目三遊亭圓雀
- 三遊亭遊雀 - 三代目柳家権太楼門下から移籍[29]
- 三遊亭遊史郎
- 三遊亭遊馬
- 三遊亭遊喜

### 色物
- ナイツ - 漫才

### 廃業
- 三遊亭遊里